# James McCarthy
James Patrick McCarthy (Glasgow, 12 novembre 1990) è un calciatore scozzese naturalizzato irlandese, centrocampista del Celtic.

## Carriera

### Club
Ha debuttato in Premier League il 22 agosto 2009 contro il Manchester United.
Il 20 gennaio 2018 in un'azione di gioco della partita Everton-West Bromwich è vittima di un grave infortunio: McCarthy, nell'intento di anticipare un potente tiro di Salomón Rondón, frappone la sua gamba destra tra la palla ed il sinistro dell'attaccante venezuelano, che scarica un violento colpo sulla sua gamba, fratturandogli accidentalmente tibia e perone.

### Nazionale
Ha giocato nelle nazionali giovanili irlandesi Under-17, Under-18, Under-19 ed Under-21.
Viene convocato per gli Europei 2016 in Francia.

## Statistiche

### Presenze e reti nei club
Statistiche aggiornate al 5 ottobre 2020.
| Stagione              | Squadra               | Campionato            | Campionato | Campionato | Coppe nazionali | Coppe nazionali | Coppe nazionali | Coppe continentali | Coppe continentali | Coppe continentali | Altre coppe | Altre coppe | Altre coppe | Totale | Totale |
| Stagione              | Squadra               | Comp                  | Pres       | Reti       | Comp            | Pres            | Reti            | Comp               | Pres               | Reti               | Comp        | Pres        | Reti        | Pres   | Reti   |
| --------------------- | --------------------- | --------------------- | ---------- | ---------- | --------------- | --------------- | --------------- | ------------------ | ------------------ | ------------------ | ----------- | ----------- | ----------- | ------ | ------ |
| 2006-2007             | Hamilton Academical   | SCH                   | 23         | 1          | SC+CdL          | ??              | ??              | -                  | -                  | -                  | -           | -           | -           | 23+    | 1+     |
| 2007-2008             | Hamilton Academical   | SCH                   | 36         | 6          | SC+CdL          | ??              | ??              | -                  | -                  | -                  | -           | -           | -           | 36+    | 6+     |
| 2008-2009             | Hamilton Academical   | SP                    | 37         | 6          | SC+CdL          | 1+2             | 0+0             | -                  | -                  | -                  | -           | -           | -           | 40     | 6      |
| Totale Hamilton       | Totale Hamilton       | Totale Hamilton       | 96         | 13         |                 | 3+              | 0+              |                    | -                  | -                  |             | -           | -           | 99+    | 13+    |
| 2009-2010             | Wigan                 | PL                    | 20         | 1          | FACup+CdL       | 3+1             | 1+0             | -                  | -                  | -                  | -           | -           | -           | 24     | 2      |
| 2010-2011             | Wigan                 | PL                    | 24         | 3          | FACup+CdL       | 1+2             | 0+0             | -                  | -                  | -                  | -           | -           | -           | 27     | 3      |
| 2011-2012             | Wigan                 | PL                    | 33         | 0          | FACup+CdL       | 0+1             | 0+0             | -                  | -                  | -                  | -           | -           | -           | 34     | 0      |
| 2012-2013             | Wigan                 | PL                    | 38         | 3          | FACup+CdL       | 4+0             | 0+0             | -                  | -                  | -                  | -           | -           | -           | 42     | 3      |
| ago. 2013             | Wigan                 | FLC                   | 5          | 0          | FACup+CdL       | 0+0             | 0+0             | UEL                | 0                  | 0                  | CS          | 1           | 0           | 6      | 0      |
| Totale Wigan          | Totale Wigan          | Totale Wigan          | 120        | 7          |                 | 12              | 1               |                    | 0                  | 0                  |             | 1           | 0           | 133    | 8      |
| 2013-2014             | Everton               | PL                    | 34         | 1          | FACup+CdL       | 4+1             | 0+0             | -                  | -                  | -                  | -           | -           | -           | 39     | 1      |
| 2014-2015             | Everton               | PL                    | 28         | 2          | FACup+CdL       | 0+1             | 0+0             | UEL                | 8                  | 0                  | -           | -           | -           | 37     | 2      |
| 2015-2016             | Everton               | PL                    | 29         | 2          | FACup+CdL       | 4+4             | 0+0             | -                  | -                  | -                  | -           | -           | -           | 37     | 2      |
| 2016-2017             | Everton               | PL                    | 12         | 1          | FACup+CdL       | 0+1             | 0+0             | -                  | -                  | -                  | -           | -           | -           | 13     | 1      |
| 2017-2018             | Everton               | PL                    | 4          | 0          | FACup+CdL       | 1+1             | 0+0             | UEL                | 0                  | 0                  | -           | -           | -           | 6      | 0      |
| 2018-2019             | Everton               | PL                    | 1          | 0          | FACup+CdL       | 0+0             | 0+0             | -                  | -                  | -                  | -           | -           | -           | 1      | 0      |
| Totale Everton        | Totale Everton        | Totale Everton        | 108        | 6          |                 | 17              | 0               |                    | 8                  | 0                  |             | -           | -           | 133    | 6      |
| 2019-2020             | Crystal Palace        | PL                    | 33         | 0          | FACup+CdL       | 1+1             | 0+0             | -                  | -                  | -                  | -           | -           | -           | 35     | 0      |
| 2020-2021             | Crystal Palace        | PL                    | 16         | 0          | FACup+CdL       | 1+0             | 0+0             | -                  | -                  | -                  | -           | -           | -           | 17     | 0      |
| Totale Crystal Palace | Totale Crystal Palace | Totale Crystal Palace | 49         | 0          |                 | 3               | 0               |                    | -                  | -                  |             | -           | -           | 52     | 0      |
| 2021-2022             | Celtic                | SP                    | 10         | 0          | SC+CdL          | 2+3             | 0+0             | UEL+UECL           | 6+1                | 0+0                | -           | -           | -           | 22     | 0      |
| 2022-2023             | Celtic                | SP                    | 2          | 0          | SC+CdL          | 0+2             | 0+0             | UCL                | 1                  | 0                  | -           | -           | -           | 5      | 0      |
| Totale Celtic         | Totale Celtic         | Totale Celtic         | 12         | 0          |                 | 7               | 0               |                    | 8                  | 0                  |             | -           | -           | 27     | 0      |
| Totale carriera       | Totale carriera       | Totale carriera       | 385        | 26         |                 | 42+             | 1+              |                    | 16                 | 0                  |             | 1           | 0           | 444+   | 27+    |

### Cronologia presenze e reti in nazionale
| Cronologia completa delle presenze e delle reti in nazionale ― Irlanda | Cronologia completa delle presenze e delle reti in nazionale ― Irlanda | Cronologia completa delle presenze e delle reti in nazionale ― Irlanda | Cronologia completa delle presenze e delle reti in nazionale ― Irlanda | Cronologia completa delle presenze e delle reti in nazionale ― Irlanda | Cronologia completa delle presenze e delle reti in nazionale ― Irlanda | Cronologia completa delle presenze e delle reti in nazionale ― Irlanda | Cronologia completa delle presenze e delle reti in nazionale ― Irlanda |
| Data                                                                   | Città                                                                  | In casa                                                                | Risultato                                                              | Ospiti                                                                 | Competizione                                                           | Reti                                                                   | Note                                                                   |
| ---------------------------------------------------------------------- | ---------------------------------------------------------------------- | ---------------------------------------------------------------------- | ---------------------------------------------------------------------- | ---------------------------------------------------------------------- | ---------------------------------------------------------------------- | ---------------------------------------------------------------------- | ---------------------------------------------------------------------- |
| 2-3-2010                                                               | Londra                                                                 | Irlanda                                                                | 0 – 2                                                                  | Brasile                                                                | Amichevole                                                             | -                                                                      | 69’                                                                    |
| 26-3-2011                                                              | Dublino                                                                | Irlanda                                                                | 2 – 1                                                                  | Macedonia                                                              | Qual. Euro 2012                                                        | -                                                                      | 87’                                                                    |
| 29-3-2011                                                              | Dublino                                                                | Irlanda                                                                | 2 – 3                                                                  | Uruguay                                                                | Amichevole                                                             | -                                                                      | 67’                                                                    |
| 15-8-2012                                                              | Belgrado                                                               | Serbia                                                                 | 0 – 0                                                                  | Irlanda                                                                | Amichevole                                                             | -                                                                      |                                                                        |
| 7-9-2012                                                               | Astana                                                                 | Kazakistan                                                             | 1 – 2                                                                  | Irlanda                                                                | Qual. Mondiali 2014                                                    | -                                                                      |                                                                        |
| 11-9-2012                                                              | Dublino                                                                | Irlanda                                                                | 4 – 1                                                                  | Oman                                                                   | Amichevole                                                             | -                                                                      | 65’                                                                    |
| 12-10-2012                                                             | Dublino                                                                | Irlanda                                                                | 1 – 6                                                                  | Germania                                                               | Qual. Mondiali 2014                                                    | -                                                                      |                                                                        |
| 16-10-2012                                                             | Tórshavn                                                               | Fær Øer                                                                | 1 – 4                                                                  | Irlanda                                                                | Qual. Mondiali 2014                                                    | -                                                                      |                                                                        |
| 14-11-2012                                                             | Dublino                                                                | Irlanda                                                                | 0 – 1                                                                  | Grecia                                                                 | Amichevole                                                             | -                                                                      | 70’                                                                    |
| 6-2-2013                                                               | Dublino                                                                | Irlanda                                                                | 2 – 0                                                                  | Polonia                                                                | Amichevole                                                             | -                                                                      | 60’ 71’                                                                |
| 22-3-2013                                                              | Solna                                                                  | Svezia                                                                 | 0 – 0                                                                  | Irlanda                                                                | Qual. Mondiali 2014                                                    | -                                                                      | 75’                                                                    |
| 26-3-2013                                                              | Dublino                                                                | Irlanda                                                                | 2 – 2                                                                  | Austria                                                                | Qual. Mondiali 2014                                                    | -                                                                      | 21’                                                                    |
| 29-5-2013                                                              | Londra                                                                 | Inghilterra                                                            | 1 – 1                                                                  | Irlanda                                                                | Amichevole                                                             | -                                                                      |                                                                        |
| 2-6-2013                                                               | Dublino                                                                | Irlanda                                                                | 3 – 0                                                                  | Fær Øer                                                                | Amichevole                                                             | -                                                                      | 72’                                                                    |
| 11-6-2013                                                              | New York                                                               | Spagna                                                                 | 2 – 0                                                                  | Irlanda                                                                | Amichevole                                                             | -                                                                      | 84’                                                                    |
| 14-8-2013                                                              | Cardiff                                                                | Galles                                                                 | 0 – 0                                                                  | Irlanda                                                                | Amichevole                                                             | -                                                                      |                                                                        |
| 6-9-2013                                                               | Dublino                                                                | Irlanda                                                                | 1 – 2                                                                  | Svezia                                                                 | Qual. Mondiali 2014                                                    | -                                                                      |                                                                        |
| 10-9-2013                                                              | Vienna                                                                 | Austria                                                                | 1 – 0                                                                  | Irlanda                                                                | Qual. Mondiali 2014                                                    | -                                                                      |                                                                        |
| 11-10-2013                                                             | Colonia                                                                | Germania                                                               | 3 – 0                                                                  | Irlanda                                                                | Qual. Mondiali 2014                                                    | -                                                                      |                                                                        |
| 15-10-2013                                                             | Dublino                                                                | Irlanda                                                                | 3 – 1                                                                  | Kazakistan                                                             | Qual. Mondiali 2014                                                    | -                                                                      |                                                                        |
| 15-11-2013                                                             | Dublino                                                                | Irlanda                                                                | 3 – 0                                                                  | Lettonia                                                               | Amichevole                                                             | -                                                                      | 81’                                                                    |
| 19-11-2013                                                             | Poznań                                                                 | Polonia                                                                | 0 – 0                                                                  | Irlanda                                                                | Amichevole                                                             | -                                                                      | 63’                                                                    |
| 5-3-2014                                                               | Dublino                                                                | Irlanda                                                                | 1 – 2                                                                  | Serbia                                                                 | Amichevole                                                             | -                                                                      | 61’                                                                    |
| 7-9-2014                                                               | Tbilisi                                                                | Georgia                                                                | 1 – 2                                                                  | Irlanda                                                                | Qual. Euro 2016                                                        | -                                                                      | 90+1’                                                                  |
| 29-3-2015                                                              | Dublino                                                                | Irlanda                                                                | 1 – 1                                                                  | Polonia                                                                | Qual. Euro 2016                                                        | -                                                                      | 86’                                                                    |
| 7-6-2015                                                               | Dublino                                                                | Irlanda                                                                | 0 – 0                                                                  | Inghilterra                                                            | Amichevole                                                             | -                                                                      | 44’ 46’                                                                |
| 13-6-2015                                                              | Dublino                                                                | Irlanda                                                                | 1 – 1                                                                  | Scozia                                                                 | Qual. Euro 2016                                                        | -                                                                      | 30’                                                                    |
| 4-9-2015                                                               | Faro                                                                   | Gibilterra                                                             | 0 – 4                                                                  | Irlanda                                                                | Qual. Euro 2016                                                        | -                                                                      | 70’                                                                    |
| 7-9-2015                                                               | Dublino                                                                | Irlanda                                                                | 1 – 0                                                                  | Georgia                                                                | Qual. Euro 2016                                                        | -                                                                      |                                                                        |
| 8-10-2015                                                              | Dublino                                                                | Irlanda                                                                | 1 – 0                                                                  | Germania                                                               | Qual. Euro 2016                                                        | -                                                                      |                                                                        |
| 11-10-2015                                                             | Varsavia                                                               | Polonia                                                                | 2 – 1                                                                  | Irlanda                                                                | Qual. Euro 2016                                                        | -                                                                      |                                                                        |
| 13-11-2015                                                             | Zenica                                                                 | Bosnia ed Erzegovina                                                   | 1 – 1                                                                  | Irlanda                                                                | Qual. Euro 2016                                                        | 1                                                                      |                                                                        |
| 16-11-2015                                                             | Dublino                                                                | Irlanda                                                                | 2 – 0                                                                  | Bosnia ed Erzegovina                                                   | Qual. Euro 2016                                                        | -                                                                      |                                                                        |
| 25-3-2016                                                              | Dublino                                                                | Irlanda                                                                | 1 – 0                                                                  | Svizzera                                                               | Amichevole                                                             | -                                                                      | 61’                                                                    |
| 29-3-2016                                                              | Dublino                                                                | Irlanda                                                                | 2 – 2                                                                  | Slovacchia                                                             | Amichevole                                                             | -                                                                      |                                                                        |
| 13-6-2016                                                              | Saint-Denis                                                            | Irlanda                                                                | 1 – 1                                                                  | Svezia                                                                 | Euro 2016 - 1º turno                                                   | -                                                                      | 43’ 85’                                                                |
| 18-6-2016                                                              | Bordeaux                                                               | Belgio                                                                 | 3 – 0                                                                  | Irlanda                                                                | Euro 2016 - 1º turno                                                   | -                                                                      | 62’                                                                    |
| 22-6-2016                                                              | Villeneuve-d'Ascq                                                      | Italia                                                                 | 0 – 1                                                                  | Irlanda                                                                | Euro 2016 - 1º turno                                                   | -                                                                      | 77’                                                                    |
| 26-6-2016                                                              | Décines-Charpieu                                                       | Francia                                                                | 2 – 1                                                                  | Irlanda                                                                | Euro 2016 - Ottavi di finale                                           | -                                                                      | 71’                                                                    |
| 6-10-2016                                                              | Dublino                                                                | Irlanda                                                                | 1 – 0                                                                  | Georgia                                                                | Qual. Mondiali 2018                                                    | -                                                                      |                                                                        |
| 9-10-2016                                                              | Chișinău                                                               | Moldavia                                                               | 1 – 3                                                                  | Irlanda                                                                | Qual. Mondiali 2018                                                    | -                                                                      | 81’                                                                    |
| 3-9-2020                                                               | Sofia                                                                  | Bulgaria                                                               | 1 – 1                                                                  | Irlanda                                                                | UEFA Nations League 2020-2021 - 1º turno                               | -                                                                      | 70’                                                                    |
| 8-10-2020                                                              | Bratislava                                                             | Slovacchia                                                             | 0 – 0 dts (4 – 2 dtr)                                                  | Irlanda                                                                | Qual. Euro 2020                                                        | -                                                                      | 61’                                                                    |
| Totale                                                                 |                                                                        | Presenze                                                               | 43                                                                     |                                                                        | Reti                                                                   | 0                                                                      |                                                                        |

## Palmarès

### Club

#### Competizioni nazionali
- Coppa d'Inghilterra: 1

Wigan: 2012-2013
- Campionato scozzese: 4

Celtic: 2021-2022, 2022-2023, 2023-2024, 2024-2025
- Coppa di Lega scozzese: 2

Celtic: 2021-2022, 2022-2023
- Coppa di Scozia: 2

Celtic: 2022-2023, 2023-2024

### Individuale
- Miglior giovane dell'anno della SPFA: 1

2008-2009